# Gabriel Horn
Gabriel Horn, FRS (9 de dezembro de 1927 – Cambridge, 2 de agosto de 2012) foi um biólogo britânico.
Suas pesquisas são sobre os mecanismos neurais do aprendizado e memória.
Foi professor e chefe do Departamento de Anatomia da Universidade de Bristol, de 1974 a 1977, e depois professor de zoologia na Universidade de Cambridge, de 1978 a 1995 (atualmente professor emérito). Foi mestre do Sidney Sussex College (Cambridge), de 1992 a 1999. Foi membro do King's College (Cambridge).
Foi eleito membro da Royal Society em 1986, e recebeu a Medalha Real em 2001. Recebeu o título de sir em 2002.